# غونغ ماوكسين
غونغ ماوكسين (بالصينية: 公茂鑫) مواليد 24 أغسطس 1987 في نانجينغ، هو لاعب كرة مضرب صيني بدأ مسيرته كمحترف سنة 2006 يلعب باليد اليمنى. أعلى تصنيف له في الفردي كان المركز الـ 294 في سنة 2011. أعلى تصنيف له في الزوجي كان المركز الـ 110 في سنة 2015.

## روابط خارجية
- غونغ ماوكسين على موقع رابطة محترفي التنس (الإنجليزية)
- غونغ ماوكسين على موقع الاتحاد الدولي لكرة المضرب (الإنجليزية)
- غونغ ماوكسين على موقع كأس ديفيز (الإنجليزية)
- غونغ ماوكسين على موقع خلاصة التنس.كوم (الإنجليزية)
- غونغ ماوكسين على موقع اللجنة الأولمبية الصينية (الإنجليزية)